# 长潭水库 (蕉岭)
长潭水库位于中国广东省梅州市蕉岭县，坝址位于长潭镇，是以发电、防洪为主要功能的大（二）型水库。
库区设有长潭省级自然保护区、长潭省级森林公园。